# إيمي الكسندر
إيمي الكسندر (بالإنجليزية: Amy Alexander)‏ هي فنانة أمريكية، ولدت في 11 مايو 1976.

## وصلات خارجية
- الموقع الرسمي